# 2952 Lilliputia
A 2952 Lilliputia (ideiglenes jelöléssel 1979 SF2) a Naprendszer kisbolygóövében található aszteroida. Nyikolaj Sztyepanovics Csernih fedezte fel 1979. szeptember 22-én.